# 4-Diphosphocytidyl-2-C-méthyl-D-érythritol-2-phosphate
Le 4-diphosphocytidyl-2-C-méthyl-D-érythritol-2-phosphate, ou 4-cytidine-diphosphate-2-C-méthyl-D-érythritol-2-phosphate (CDP-MEP), est un intermédiaire de la voie du méthylérythritol phosphate (voie « non mévalonique ») de biosynthèse des isoprénoïdes.